# Yves Sahinguvu
Yves Sahinguvu (20 december 1949) is sinds 9 november 2007 eerste vicepresident van Burundi. Hij is lid van de partij Union for National Progress (UPRONA), evenals zijn voorganger Martin Nduwimana, die op 7 november 2007 terugtrad na geluiden binnen UPRONA dat hij binnen de regering de partijbelangen onvoldoende zou hebben vertegenwoordigd. Op 8 november wees president Pierre Nkurunziza Sahinguvu aan als zijn opvolger. Nog diezelfde dag stemde het parlement stemde met 80% vóórstemmen en de senaat met 100% vóórstemmen in met zijn benoeming. Een dag later werd hij beëdigd. Het ambt van tweede vicepresident wordt bekleed door Gabriel Ntisezerana.
Sahinguvu is afkomstig uit Bukeye in de provincie Muramvya. Hij is opgeleid als oogarts, maar is voornamelijk werkzaam geweest in de olie-industrie. In juli 2007 vroeg Nkurunziza hem al deel uit te maken van de regering als minister van gezondheid, maar Sahinguvu weigerde dit, officieel omdat er aan zijn benoeming geen overleg zou zijn voorafgegaan, maar vermoedelijk vooral omdat zijn partij niet akkoord ging.
Sahinguvu spreekt vloeiend Kirundi, Frans, Engels, Swahili en Lingala.